# Kulturpreis Deutsche Sprache
Der seit 2001 verliehene Kulturpreis Deutsche Sprache ist mit seinem Jacob-Grimm-Preis einer der höchstdotierten deutschen Sprachpreise und besteht insgesamt aus drei Auszeichnungen.
Er wird getragen und vergeben von der Baden-Badener Eberhard-Schöck-Stiftung. Von 2001 bis 2021 war der Verein Deutsche Sprache (VDS) Mitveranstalter. In den Anfangsjahren beteiligte sich auch die Theo-Münch-Stiftung für die Deutsche Sprache. Ort der Verleihung war bis 2021 Kassel. Seit 2022 wird der Preis in Baden-Baden, dem Sitz der Stiftung, verliehen. Nach der Trennung von Eberhard-Schöck-Stiftung und VDS wird der Preis ab dem Verleihungsjahr 2023 gemeinsam mit der Deutsche Akademie für Sprache und Dichtung vergeben.
Die Verleihung im Jahr 2020 fiel aufgrund der COVID-19-Pandemie aus.

## Jacob-Grimm-Preis
Der Jacob-Grimm-Preis Deutsche Sprache wird seit 2001 jährlich an Personen verliehen, die sich wie sein Namensgeber Jacob Grimm „in besonderem Maße um die Anerkennung, Weiterentwicklung und Pflege des Deutschen als Kultursprache“ verdient gemacht haben. Er ist mit 30.000 Euro dotiert (Stand 2024).
Preisträger sind:
- 2001: Rolf Hochhuth (Schriftsteller); „… für seine Verdienste um die deutsche Sprache und sein beherztes öffentliches Eintreten für ihre Pflege, ihre kreative Weiterentwicklung und die Sicherung ihrer Position als Fremdsprache in anderen Ländern …“
- 2002: Ljudmila Putina (damalige Gattin des russischen Präsidenten Wladimir Putin); „… für die Pflege des Deutschen als Fremdsprache in der Russischen Föderation …“
- 2003: Christian Meier (Historiker); „… sprachliche Disziplin und angemessenen Stil …“ und als Verfasser des Buchs Sprache in Not? Zur Lage des heutigen Deutsch
- 2004: Vicco von Bülow (Loriot) (Schriftsteller); „… für seinen Anteil an der sprachlichen und kulturellen Einschätzung der Deutschen von sich selbst und von Menschen, die von außen auf die Deutschen schauen …“
- 2005: Paul Kirchhof (Verfassungsrichter i. R.); „… für seine Verdienste um die Sprache des Rechts und das deutsche Sprachenrecht …“
- 2006: Günter de Bruyn „…für seine Verdienste als Schriftsteller, Bibliothekar und als Herausgeber“, er habe mit seinem Wirken „die geistige und sprachliche Einheit des Landes befördert“.
- 2007: Frank Schirrmacher (Mitherausgeber der FAZ); „… für seine sprachlichen Leistungen als Zeitungsjournalist und Buchautor und in Würdigung der sprachlichen Kultur des Feuilletons der Frankfurter Allgemeinen Zeitung, das immer wieder Maßstäbe setzt …“
- 2008: (nicht vergeben)
- 2009: Cornelia Funke, da es ihr in ihren Büchern „nicht nur auf eine spannungsreiche Handlung, sondern auch auf die sprachliche Form ankommt“ und sie „Freude am Spiel mit der Sprache nicht zuletzt an den Titeln ihrer Bücher (z. B. Die Wilden Hühner, Tintenherz, Käpten Knitterbart) und den Namen von Figuren ihrer Geschichten (z. B. Staubfinger, Zottelkralle)“ zeigt.[3]
- 2010: Udo Lindenberg, „… weil er gezeigt hat, dass man mit anspruchsvollen, schönen Rock-Texten in deutscher Sprache erfolgreich sein kann.“
- 2011: Nora-Eugenie Gomringer, weil sie „einer neuen Form des Dichtens“, der „Slam Poetry“, in Deutschland zur Popularität verholfen habe.
- 2012: Peter Härtling, „… gehört zu den vielfältigsten deutschsprachigen Autoren der Gegenwart. Er hat sich als Journalist, Kritiker und Verleger, aber besonders als Lyriker und Autor für Kinder und Erwachsene verdient gemacht.“
- 2013: Ulrich Tukur, er beweise, dass man „wunderbar mit der deutschen Sprache spielen“ könne, er überzeuge nicht nur als Schauspieler, sondern auch als Autor und Musiker.
- 2014: Dieter Nuhr
- 2015: Asfa-Wossen Asserate, „weil er ein sorgfältiger Beobachter der Deutschen, ihrer Umgangsformen und ihrer Sprache ist“, „sein gehobener Erzählton ist feinfühlig und mitreißend zugleich, stets sachlich, aber auch ironisch und mitunter von herrlicher Komik“.
- 2016: Katharina Thalbach: „Katharina Thalbach macht durch ihr Wirken auf der Bühne deutlich, dass die Kraft der Sprache Gefühle und Stimmungen erzeugen kann.“
- 2017: Norbert Lammert … „für die beispielhafte sprachliche Qualität seiner Reden“. Lammert beherrsche die Kunst des politischen Argumentierens in Rede und Gegenrede wie kaum ein zweiter.
- 2018: Die Fantastischen Vier für „ihr Verdienst um den deutschsprachigen Hip-Hop“
- 2019: Peter Eisenberg für seine „herausragenden Leistungen zur Erforschung der deutschen Grammatik“
- 2021: Herta Müller für die meisterliche Nutzung der „unendlichen Möglichkeiten, die die deutsche Sprache als Quelle der Poesie bietet“ und als „eine Kämpferin gegen Totalitarismus jeder Färbung, auch in der Sprache“
- 2022: Max Goldt[4] als „ein Meister der kleinen Formen, ein strenger Stilist, doch gleichzeitig offen für sehr freie poetische Formen“.
- 2023: Mai Thi Nguyen-Kim für ihre Arbeit als Wissenschaftlerin hat sie einen „wichtigen Beitrag zur Weiterentwicklung der deutschen Wissenschaftssprache für die Bedürfnisse sozialer Medien geleistet und damit auch sehr viele junge Menschen erreicht“.
- 2024: Hans Wolf für sein Lebenswerk als Literaturübersetzer aus dem Englischen[5]

## Initiativpreis Deutsche Sprache
Der Initiativpreis Deutsche Sprache wird seit 2002 jährlich an Personen, Gruppen oder Einrichtungen verliehen, die „Ideen für die Förderung und Weiterentwicklung der deutschen Sprache“ umsetzten oder „Vorbilder für gutes, klares Deutsch“ seien. Er ist mit 5000 Euro dotiert (Stand 2019).
Preisträger sind:
- 2002: Verein für die pädagogische Arbeit mit Zuwandererkindern e. V. Osnabrück
- 2003: Projekt DeutschMobil
- 2004: Peter Schlenter und Deville Schober, Gründer des Netzwerks für deutschsprachige Musik, Literatur und deutschen Film „Irgendwo in Deutschland“
- 2005: Landrat Axel Gedaschko für seine Bemühungen um bürgernahe Verwaltungssprache
- 2006: (nicht vergeben)
- 2007: Deutsche Bibliothek Helsinki
- 2008: Marica Bodrožić „… für ihre sensiblen und berührenden Reflexionen über die reichen Ausdrucksmöglichkeiten, die ihr die deutsche Sprache, ihre zweite Sprache, bietet.“
- 2009: Mensch zuerst – Netzwerk People First Deutschland, „… das sich für ‚Leichte Sprache‘ in der Öffentlichkeit einsetzt.“
- 2010: Arbeitsstelle deutschmährische Literatur der Palacký-Universität in Olmütz
- 2011: Dieter Schönecker „… für seine Verdienste um die Wissenschaftssprache Deutsch.“
- 2012: Was hab’ ich?; „Wir würdigen damit das Engagement, medizinische Befunde in eine für ratlose Patienten leicht verständliche Sprache zu übersetzen.“
- 2013: (nicht vergeben)[6]
- 2014: Mentor – Die Leselernhelfer „für ehrenamtliches Engagement, dessen Ziel es ist, die Lese- und Sprachkompetenz von Heranwachsenden individuell zu fördern und dadurch eine Grundvoraussetzung für gesellschaftliche Teilhabe zu schaffen“[7]
- 2015: Wortart Ensemble (Dresdner Gesangsgruppe) „… für ihre Sprachpflege mit besonderer ästhetischer Kraft“[8]
- 2016: Internationales Mundartarchiv „Ludwig Soumagne“
- 2017: Projekt „Klasse! Wir singen“ des Vereins Singen e. V. „für den gesamtgesellschaftlichen Ansatz, Familien und Kinder zum gemeinsamen Singen und zur kulturellen Teilhabe zu ermuntern“[9]
- 2018: Die Kampagne „Sprechen Sie lieber mit Ihrem Kind“ des Netzwerks Frühe Hilfen Frankfurt „für die Sensibilisierung von Eltern für die Bedürfnisse Ihrer Kinder in Zeiten ständigen Smartphonekonsums“[10]
- 2019: Die Musikgruppe Tonbandgerät aus Hamburg für ihre „lebensnahen und Leichtigkeit versprühenden Texte“
- 2021 (nicht vergeben)
- 2022: Das Projekt „Platt in de Pleeg“, das Niederdeutsch im Pflegealltag fördert
- 2023: Deutsches Gymnasium Tallinn für Förderung der deutschen Sprache in der estnischen Bildungslandschaft.
- 2024: Steffen Gailberger als Initiator und Organisator von „Leseband“, einem Konzept zur Leseförderung[11]

## Institutionenpreis Deutsche Sprache
Der Institutionenpreis Deutsche Sprache wird seit 2001 jährlich an Einrichtungen, Unternehmen oder Sendungen verliehen, die sich „um klares und verständliches Deutsch“ bemühen. Der Preis ist undotiert.
Preisträger sind:
- 2001: Redaktion Computer Bild
- 2002: Gemeinnützige Hertie-Stiftung
- 2003: Versandhaus Manufactum
- 2004: Redaktion Stuttgarter Zeitung
- 2005: SWR-Sender DASDING
- 2006: Weleda AG Schwäbisch Gmünd
- 2007: Redaktion der Zeitschrift Angewandte Chemie
- 2008: Die Schweizerische Post für ihren Beitrag „zur Erhaltung und zur Weiterentwicklung eines Fachwortschatzes des Deutschen“ und damit als „Vorbild für andere deutschsprachige Post- und Telekommunikationsunternehmen.“
- 2009: Deutschsprachige Gemeinschaft Belgiens, da „das Deutsche im Alltag von Wirtschaft, Politik oder Verwaltung verwendet werden kann.“
- 2010: Staats- und Rechtswissenschaftliche Fakultät der Ernst-Moritz-Arndt-Universität Greifswald, „… die am Studienabschluss ‚Diplom‘ festhält und den bewährten Titel ‚Diplomkaufmann‘ verleiht.“[12]
- 2011: Deutschlandstiftung Integration für ihre Initiative „Ich spreche Deutsch“.
- 2012: „Sendung mit der Maus“
- 2013: Europäisches Übersetzer-Kollegium Nordrhein-Westfalen in Straelen für den hohen Beitrag zur Qualität literarischer und wissenschaftlicher Übersetzungen seit 1978.
- 2014: Lektorenprogramm der Robert-Bosch-Stiftung
- 2015: Sprachinstitut des Österreichischen Bundesheeres
- 2016: Stiftung Polytechnische Gesellschaft Frankfurt am Main für ihr Sprachförderprojekt DeutschSommer[13]
- 2017: „Sozusagen!“ – Das Sprachmagazin des Bayerischen Rundfunks „für die kritische und zugleich behutsame Auseinandersetzung mit aktuellen Sprachmoden.“[9]
- 2018: Abteilung Sprachausbildung des Bundessprachenamtes „für die vorbildliche Arbeit im Bereich Deutsch als Fremdsprache.“[10]
- 2019: Die Kaukasische Post als einzige deutschsprachige Zeitung in der Region
- 2021: „Wissen macht Ah!“ des WDR
- 2022: Die Zeitschrift Germanoslavica, die sich in tschechischer und deutscher Sprache den Beziehungen zwischen den Sprachen und Literaturen widmet
- 2023: Das Digitale Wörterbuch Deutsche Gebärdensprache (DW-DGS) für Dokumentation und Erforschung der Deutschen Gebärdensprache (DGS).
- 2024: Liebesbriefarchiv mit Sitz in Koblenz und Darmstadt. Es hat sich zur Aufgabe gemacht, private und authentische Liebesbotschaften zu archivieren.